# اوين ويتاكر
اوين ويتاكر (بالإنجليزية: Ewen Whitaker)‏ (و. 1922 – 2016 م) هو عالم فلك من الولايات المتحدة الأمريكية. ولد في لندن.
توفي في توسان، أريزونا، عن عمر يناهز 94 عاماً.

## مناصب وهيئات
أدار جامعة أريزونا.